# كريستوفر ماير (كاتب)
كريستوفر ماير (بالإنجليزية: Christopher Meyer)‏ هو كاتب أمريكي، ولد في 28 نوفمبر 1948.